# Howard Sackler
Howard Sackler (ur. 1929, zm. 1982) – dramaturg i reżyser amerykański, zdobywca Nagrody Pulitzera. Urodził się 19 grudnia 1929 w Nowym Jorku. Ukończył Brooklyn College. Pisał dramaty i scenariusze filmowe, między innymi do Szczęk 2 (1978). Ożenił się z Gretą Lynn Lungren. Miał z nią dwoje dzieci, Daniela i Molly. Zmarł w wieku 52 lat na hiszpańskiej Ibizie, gdzie miał dom. Nagrodę Pulitzera w dziedzinie dramatu za 1969 otrzymał za sztukę The Great White Hope, opowiadającą o czarnoskórym mistrzu bokserskim wagi ciężkiej.